# Tào Hiền Thuận
Tào Hiền Thuận (chữ Hán: 曹賢順) (? - ?), là tiết độ sứ thứ 13 của Quy Nghĩa quân thời Bắc Tống và đồng thời là tiết độ xứ thứ tám của gia tộc họ Tào, tại vị từ năm 1004 đến 1036, khi Tào Hiền Thuận quy thuận Lý Nguyên Hạo, hoàng đế tương lai của Tây Hạ. Ông là con cả của Tào Tông Thọ.
Sau khi Tào Tông Thọ qua đời, Tào Hiền Thuận kế vị. Vào năm Đại Trung Hưng Phù thứ bảy (1014), dưới thời vua Tống Chân Tông, Tào Hiền Thuận được bổ nhiệm làm Quy Nghĩa quân tiết độ sứ. Vào tháng Giêng năm Khai Thái thứ tám của nhà Liêu (1019), tức năm Thiên Hý thứ ba của triều Tống, hoàng đế Liêu Thánh Tông phong Tào Hiền Thuận làm Đôn Hoàng quận vương, Thái thú Sa Châu.
Vào năm Thiên Hý thứ tư (1020) và năm Thiên Thánh nguyên niên (1023), Tào Hiền Thuận hai lần cống phẩm cho triều đình Tống. Sau năm Thiên Thánh nguyên niên, quyền lực của nhà họ Tào trong Quý Nghĩa quân không còn được ghi chép trong sử sách. Có thể nhà Tào đã bị Tây Hạ diệt vong trong khoảng từ năm Thiên Thánh lục niên đến năm Cảnh Yêu tứ niên (1036).
Vào năm Thiên Thánh thứ tám (1030), em trai của Tào Hiền Thuận là Tào Hiền Huệ đã mang theo một ngàn kỵ binh đầu hàng Tây Hạ, và các khu vực như Sa Châu (nay là Đôn Hoàng, tỉnh Cam Túc) và Qua Châu (nay là Qua Châu, tỉnh Cam Túc) bị Sa Châu Hồi Hột chiếm đóng. Vào năm Cảnh Yêu thứ ba (1036), Tây Hạ tấn công và chiếm lĩnh Túc Châu (nay là Tửu Tuyền, tỉnh Cam Túc), Qua Châu và Sa Châu, tiêu diệt Sa Châu Hồi Hột, thống nhất hành lang sông Hoàng Hà.

## Hình ảnh phim và truyền hình
- Trương Kinh Sinh : Phim truyền hình năm 2006 " Đại Đôn Hoàng "